# Graf regularny
Graf regularny stopnia {\displaystyle n} to graf, w którym wszystkie wierzchołki są stopnia {\displaystyle n,} czyli z każdego wierzchołka grafu regularnego wychodzi {\displaystyle n} krawędzi. Graf regularny stopnia {\displaystyle n} określa się dla wygody mianem grafu {\displaystyle n}-regularnego. Szczególnym przypadkiem grafów regularnych są grafy kubiczne (grafy {\displaystyle 3}-regularne).

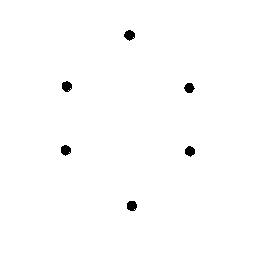
graf 0-regularny
graf 1-regularny
graf 2-regularny

## Znane grafy i klasy grafów regularnych
- grafy kubiczne, żmirłacze
- grafy pełne
- grafy silnie regularne
- graf Petersena

## Graf silnie regularny
Graf silnie regularny to graf regularny w którym wszystkie pary sąsiadujących ze sobą wierzchołków mają tyle samo wspólnych sąsiednich wierzchołków, i wszystkie pary niesąsiadujących ze sobą wierzchołków też mają tyle samo wspólnych wierzchołków sąsiednich.

### Znane grafy i klasy grafów silnie regularnych
- graf Petersena